# Aeroportul Santa Elena de Uairén
Aeroportul Santa Elena de Uairén (IATA: SNV, ICAO: SVSE) este un aeroport din Bolívar, Venezuela ce deservește zona Santa Elena de Uairén⁠(d). A fost numit după zona deservită.
Situat la o altitudine de 895 m, aeroportul dispune de o singură pistă.